# 심근병증
심근병증(心筋症, cardiomyopathy)은 심근에 영향을 미치는 질병들의 모임이다. 초기에는 증상이 적거나 없을 수 있다. 질환이 악화되면 심부전의 결과로 호흡곤란, 피로, 다리의 부종이 발생할 수 있다. 불규칙한 심장 박동인 부정맥이나 실신이 일어날 수도 있다. 심근병증의 영향을 받은 환자는 심정지 위험성이 올라간다.
심근병증의 유형에는 비후성 심근병증, 확장성 심근병증, 제한성 심근병증, 부정맥 유발성 우심실 이형성증, 상심 증후군(타코츠보 심근병증)이 있다. 비후성 심근병증에서 심근은 비대해지고 두꺼워진다. 확장성 심근병증에서 심실은 비대해지고 약해진다. 제한성 심근병증의 심실은 뻣뻣해진다.
많은 경우에서 원인을 밝히기 어렵다. 비후성 심근병증은 유전되는 경우가 많은 반면 확장성 심근병증은 3분의 1의 경우에서 유전된다. 또한 확장성 심근병증은 알코올, 중금속, 관상동맥질환, 코카인 사용, 바이러스 감염에 의해서도 발생할 수 있다. 제한성 심근병증을 일으킬 수 있는 원인에는 아밀로이드증, 철과잉증, 일부 암 치료 등이 있다. 극도의 감정적, 정신적 스트레스는 상심 증후군을 일으킬 수 있다. 상심 증후군의 여러 원인에는 놀람, 가까운 사람의 죽음, 가정폭력, 심한 말다툼, 암 진단과 같은 좋지 않은 소식을 듣는 경우 등이 있다.
치료는 심근병증의 유형과 증상의 중증도에 따라 달라진다. 치료 방식에는 여러 생활 방식 개선, 약물 치료, 수술 등이 있다. 수술에는 심실보조기구나 심장 이식이 있다. 2015년 심근병증과 심근염은 250만 명의 사람들에게 영향을 미쳤다. 비후성 심근병증은 500명 중 1명꼴로, 확장성 심근병증은 2,500명 중 1명꼴로 발병한다. 1990년에는 294,000명이, 2015년에는 354,000명이 사망했다. 부정맥 유발성 우심실 이형성증은 젊은 사람에서 더 잘 발생한다.

## 증상 및 징후

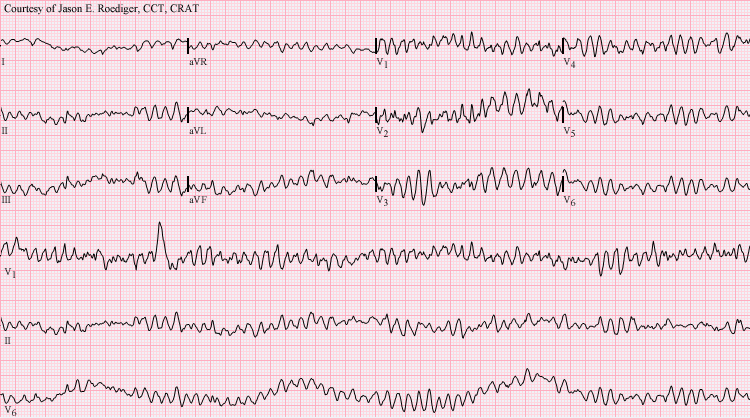
심전도에서 나타나는 부정맥의 일종인 심실세동.

심근병증의 증상에는 피로감, 하지의 부종, 운동 후 호흡곤란 등이 있을 수 있다. 추가적인 증상에는 부정맥, 어지럼증, 기절도 있을 수 있다.

## 원인
심근병증은 심장에 국한되어 있는 질병으로 볼 수도 있으며, 전신성 질환으로 볼 수도 있다. 어느 쪽이든 종종 심혈관질환으로 인한 죽음이나 진행성 심부전과 관련된 기능 이상으로 이어질 수 있다. 관상동맥질환, 고혈압, 심장판막의 이상인 심장판막증 같이 심근의 기능 이상을 유발하는 다른 질환들은 심근병증에서 제외된다. 기저 원인은 알 수 없는 경우가 종종 있지만 다수의 경우에서는 원인을 확인할 수 있다고 기대된다. 가령 알코올 의존증, 약물 독성, 특정 감염(C형 간염 등)은 확장성 심근병증의 원인으로 확인되었다. 치료되지 않은 셀리악병도 심근병증을 일으킬 수 있으며, 시간 내에 적절히 진단한다면 심근병증까지는 이어지지 않을 수 있다. 후천성 원인들에 더해, 분자생물학과 유전학은 심근병증의 다양한 유전적 원인을 인식할 수 있게 하고 있다.
심근병증을 비후성, 확장성, 제한성으로 나누는 임상적 구분은 일부 상태의 경우 질병이 발달하며 특정 단계에서 세 가지 경우 중 여러 가지의 양상을 보일 수 있기 때문에 더 이상 유지하기 힘들어졌다.
2012년 미국심장협회(AHA)의 정의는 심근병증을 심장에만 영향을 미치는 경우인 원발성(일차성)과 몸의 다른 부분의 문제가 심장에 영향을 미치는 경우인 속발성(이차성)으로 나누었다. 이 구분은 여러 새로운 유전적, 분자생물학적 지식을 포함시켜 여러 하위 집단으로 다시 나누어졌다.

## 기전
심근병증의 병태생리학은 분자적 기술의 발달로 인해 세포 수준에서 더 잘 이해되어 있다. 돌연변이 단백질은 심장의 수축 기능이나 기계감수성 복합체를 방해할 수 있다. 심근세포의 대체와 심근세포가 세포 수준에서 지속적으로 반응을 내보내면 갑작스러운 심정지나 다른 심장의 문제와 관련된 변화를 유발한다.

## 치료
상태를 더 잘 관리하기 위해 치료 시 삶의 방식을 바꾸는 것을 제안할 수 있다. 치료는 심근병증의 유형과 질환의 상태에 따라 달라진다. 치료의 종류에는 약물 치료(보존적 치료), 느려진 심박수 개선을 위한 의인성/이식형 인공심박조율기, 치명적인 심장 리듬을 막기 위한 이식형 제세동기, 심각한 심부전을 위한 심실보조장치(VAD), 약물이나 기계적 제세동으로 제거되지 않는 재발 부정맥을 치료하기 위한 심장절제술 등이 있다. 치료의 목표는 종종 증상 완화일 수 있으며, 몇몇 환자들은 결국 심장 이식이 필요할 수 있다.